# Pluto har hundvakten
Pluto har hundvakten (engelska: Dog Watch) är en amerikansk animerad kortfilm med Pluto från 1945.

## Handling
Pluto har blivit beordrad att vakta ett skepp från obehöriga medan besättningen befinner sig i land. Samtidigt försöker en listig råtta smita in i skeppet.

## Om filmen
Filmen hade svensk premiär den 10 december 1945 på Sture-Teatern i Stockholm och ingick i kortfilmsprogrammet Kalle Anka i högform tillsammans med sex kortfilmer till; Jan Långben på tigerjakt, Kalle Anka packar paket, Lektion på skidor (ej Disney), Jan Långben spelar ishockey, Kalle Anka i sjönöd och Jan Långben bland indianer. Året därpå den 21 januari visades filmen som separat kortfilm på biografen Spegeln som också ligger i Stockholm.

## Rollista
- Pinto Colvig – Pluto[9]